# Folklore Society
The Folklore Society är ett sällskap för studium av folklore.
Folklore Society grundades i England 1878 för att studera traditionell folklig kultur, inkluderande traditionell musik, sång, dans och drama, berättarkonst, hantverk, seder och trosföreställningar. Grundandet initierades genom ett förslag som gjordes av Eliza Gutch i tidskriften Notes and Queries. Sällskapet publicerar kvartalskriften Folklore, och sedan 1986 även ett nyhetsbrev, FLS News.